# In Your House 1
In Your House (successivamente noto come In Your House 1) è stato il primo evento in pay-per-view in serie prodotto dalla World Wrestling Federation. L'evento si svolse il 14 maggio 1995 all'Onondaga War Memorial di Syracuse, New York.

## Risultati
| #    | Risultati | Stipulazioni                                   | Durata |
| ---- | --- | ---------------------------------------------- | ------ |
| Dark | Jean Pierre Lafitte ha sconfitto Bob Holly                                                                    | Single match                                   | 06:19  |
| 1    | Bret Hart ha sconfitto Hakushi (con Shinja)                                                                   | Single match                                   | 14:39  |
| 2    | Razor Ramon ha sconfitto Jeff Jarrett e The Roadie                                                            | Handicap match                                 | 12:36  |
| 3    | Mabel (con Mo) ha sconfitto Adam Bomb                                                                         | King of the Ring qualyfing match               | 01:54  |
| 4    | Owen Hart e Yokozuna (c) (con Jim Cornette) e Mr. Fuji) hanno sconfitto The Smoking Gunns (Billy e Bart Gunn) | Tag team match per i WWF Tag Team Championship | 05:44  |
| 5    | Jerry Lawler ha sconfitto Bret Hart                                                                           | Single match                                   | 05:01  |
| 6    | Diesel (c) ha sconfitto Sycho Sid (con Ted DiBiase) per squalifica                                            | Single match per il WWF Championship           | 11:31  |
| Dark | The Undertaker (con Paul Bearer) ha sconfitto Kama (con Ted DiBiase)                                          | Single match                                   | 13:08  |
| Dark | Bam Bam Bigelow ha sconfitto Tatanka (con Ted DiBiase)                                                        | Single match                                   | 08:50  |
| Dark | The British Bulldog vs. Owen Hart (con Jim Cornette) termina in un pareggio per limite di tempo               | King of the Ring Qualifying match              | 15:00  |